# Kanton Amboise
Amboise is een kanton van het Franse departement Indre-et-Loire. Het kanton maakt deel uit van het arrondissement Tours.

## Gemeenten
Het kanton Amboise omvatte tot 2014 de volgende 12 gemeenten:
- Amboise (hoofdplaats)
- Cangey
- Chargé
- Limeray
- Lussault-sur-Loire
- Montreuil-en-Touraine
- Mosnes
- Nazelles-Négron
- Pocé-sur-Cisse
- Saint-Ouen-les-Vignes
- Saint-Règle
- Souvigny-de-Touraine

Bij de herindeling van de kantons door het decreet van 18 februari 2014, met uitwerking op 22 maart 2015, werden daar de 2 volgende gemeenten aan toegevoegd:
- Neuillé-le-Lierre
- Noizay